# Giacomo Balduino
Giacomo Balduino (em latim: Jacobus Balduinus; Bolonha, 1175 – Bolonha, 10 de abril de 1235) foi um jurista italiano da Idade Média, aparentemente da Escola de Bolonha.

## Biografia
Ele nasceu em Bolonha, e tem fama de ter pertencido a uma família nobre. Foi aluno de Azo e professor de Odofredus (Odofredo), do canonista Hostiensis (Henrique de Susa) e de Jacobus de Ravanis (Jacques de Révigny), que ensinou em Orleães. Sua grande fama como professor de Direito romano-germânico na Universidade de Bolonha fez com que Balduino fosse eleito podestà da cidade de Gênova, onde lhe foi confiada a reforma jurídica da República de Gênova. Morreu em Bolonha em 1235 e deixou como legado alguns tratados sobre Direito processual, os primeiros de seu gênero.